# Lefkada (mesto)
Lefkada (grško: Λευκάδα) je glavno mesto otoka Lefkada in prefekture Lefkada v zahodni Grčiji v periferiji Jonski otoki. Mesto je po popisu leta 2001 štelo 10.875 prebivalcev.
Po reorganizaciji lokalne samouprave v Grčiji leta 2011 so vsa naselja na otoku Lefkada vključena v občino Lefkada. Najbližje mednarodno letališče imenovano Aktion National Airport je na celini, v bližini mesta Preveza in je oddaljeno približno eno uro vožnje od mesta Lefkada.

## Zemljepisni položaj
Mesto Lefkada se nahaja na skrajnem severovzhodu otoka Lefkada, na kraju, kjer je najmanjša razdalja med otokom in celinskim delom Grčije. Tu je zgrajen tudi most, ki povezuje otok s celino.

## Zgodovina
Benečani so leta 1293 vladali na vseh Jonskih otokih in leta 1300 so pričeli z gradnjo trdnjave Santa Maura na otočku pred Lefkado in s katerega je bilo možno nadzorovati dostop do otoka. Kmalu je trdnjava postala upravno središče otoka – jedro iz katerega se je kasneje razvilo današnje mesto Lefkada.
Turki so osvojili otok in mesto leta 1479 in so vladali do leta 1502, ko je za kratek čas oblast nad mestom ponovno prevzela Beneška republika. Turki so ponovno zavzeli otok leta 1503. Beneški dož Francesco Morosini (1619 do 1694, vladal med leti 1688 in 1694) je uspel leta 1684 ponovno zasesti Lefkado. Tedaj se je tudi preselila otoška uprava iz trdnjave Santa Maura na današnjo lokacijo (Amaksiki), kjer je pričela nastajati današnja Lefkada. V času vladavine Benečanov je bilo v Lefkadi zgrajeno sodišče in številne druge javne zgradbe.
Po Benečanih se je oblast v Lefkadi menjala, med leti 1797 in 1798 so vladali Francozi pod Napoleonom, od leta 1798 do 1800 Rusko carstvo, od 1800 do 1807 Združeno kraljestvo, nakar do leta 1810 ponovno Napoleonova Francija. Po letu 1810 je bila oblast britanska, leta 1815 je bil otok vključen v britansko tvorbo Združene države Jonskih otokov. Otok Lefkada je bil 28. maja 1864 skupaj z ostalimi članicami Združenih držav Jonskih otokov na miren način na osnovi mirovne pogodbe iz Londona leta 1864 med Združenim kraljestvom, Kraljevino Grčijo, Francijo in Carsko Rusijo priključen Kraljevini Grčiji, ki od takrat vlada mestu in otoku.

## Lefkada danes
Danes se lahko do mesta s kopnega (Peloponez) pride prek umetnega nasipa in dvižnega mostu zgrajenega leta 1885. Lefkada je grajena kot beneško srednjeveško naselje z osrednjim trgom sv. Spiridona točno v središču in dvema krožnima ulicama, ki obkrožata trg. Iz osrednjega trga vodijo diagonalne ulice do zunanjih krogov ulic. Močan potres je leta 1948 porušil precejšnje število zgradb, nakar je bil južno od zgodovinskega mesta zgrajen novi mestni predel, imenovan Neapoli. 
Kot večini prebivalcev Jonskih otokov je tudi prebivalcem Lefkade turizem glavna gospodarska dejavnost. Tako ima mesto poleg turistične infrastrukture (hoteli, restavracije, penzioni) in upravnih zgradb še par srednjih šol (licejev), gimnazijo, banke in cerkve.
Pred mostom, ki otok povezuje s celino, stoji več hotelov, pred njimi pa mestni park z doprsnimi spomeniki na otoku rojenih literatov (Aristoteles Valaoritis, Angelos Sikelianos in Lefkadio Hearn).

## Mestna arhitektura
Zgradbe v Lefkadi so značilne protipotresne gradnje. Hiše so zgrajene iz lesenih materialov, celih hlodov, kamnov in drugih lahkih materialov. Načrt mesta temelji na srednjeveškem načrtu mesta Lefkada, ki so ga oblikovali Benečani po svojih pravilih.  Stari templji v Lefkadi so zgrajeni v lokalnih, tradicionalnih pravilih tedanje arhitekture.  

## Prebivalstvo
Otoško prebivalstvo tvorijo pretežno Grki, v poletnih mesecih pa je na otoku prisotno veliko število turistov, predvsem tujih.

## Podnebje
Podnebje na otoku je sredozemsko z dolgimi in toplimi poletji ter milimi in deževnimi zimami. Rastlinski in živalski svet je tipično sredozemski. 
Podnebne razmere za mesto Lefkas so podane v naslednji razpredelnici:
| Vremenske razmere mesto Lefkas                   | Jan. | Feb. | Mar. | Apr. | Maj | Jun. | Jul. | Avg. | Sep. | Okt. | Nov. | Dec. |
| Povprečna najvišja dnevna temperatura zraka (ºC) | 14   | 16   | 16   | 19   | 24  | 28   | 31   | 31   | 27   | 23   | 18   | 15   |
| Povprečna najnižja dnevna temperatura zraka [°C] | 6    | 7    | 8    | 11   | 15  | 18   | 21   | 21   | 18   | 14   | 11   | 8    |
| Povprečna količina padavin [mm]                  | 157  | 122  | 91   | 64   | 41  | 20   | 5    | 20   | 46   | 145  | 157  | 213  |

## Gospodarstvo
V mestu je, kot tudi na celotnem otoku, močno razvita turistična dejavnost, ki je glavna gospodarska dejavnost v mestu.

## Mestne znamenitosti
- Utrdba Santa Maura iz 14. stoletja, tekom obdobij večkrat dograjevana.
- Cerkev sv. Spiridona iz 17. stoletja v središču Lefkade.
- Samostan Moni Faneromenis na hribu nad mestom, ustanovljen v zgodnjem obdobju krščanstva, današnjo končno obliko je dobil leta 1734. Obnovljen v 19. stoletju po dveh požarih.
- Arheološki muzej.
- Folklorni muzej ustanovljen leta 1937.
- Bizantinski muzej.
- Fonografski muzej.

## Pobratena mesta
Mesto Lefkada je pobrateno z naslednjimi mesti po svetu:
- Emaboda, Švedska
- Ploesti, Romunija
- Šindžuku, Japonska

## Šport
Leta 1927 je bil ustanovljen še danes delujoči nogometni klub Tilikratis, ki je tekmoval tudi v tretji grški ligi. V mestu Lefkada delujeta tudi moški in ženski košarkarski klub.